# 秘魯涼流
秘魯涼流（Peru Current）、秘鲁寒流，也称洪堡凉流（Humboldt Current）、洪保德海流，南太平洋东部涼流，是一个低盐度的洋流，沿南美洲西岸从智利南端伸延至秘鲁北部，于南纬10°以北偏向西行，构成南太平洋南赤道海流的补偿流。
在北端可伸延至离岸1,000千米，其影响甚至可达科隆群岛。秘鲁涼流大海洋生態系是一个重要的上升流系统，支持大量海洋生物，全世界每年漁獲量的17%-20%来自该生态系。
秘鲁涼流是导致智利北部、秘鲁沿海地区和厄瓜多尔南部干旱的重要原因：向岸风被涼流冷却，不能造成降水。